# 上之保村
上之保村（かみのほむら）は、岐阜県武儀郡にあった村である。2005年2月7日に武儀郡の他4町村と共に関市に編入された。

## 地理
- 山・峠：高岡山、岳山、、小峠、放生峠
- 河川：津保川、小那比川

### 隣接していた自治体
- 郡上市
- 益田郡 金山町
- 加茂郡 七宗町
- 武儀郡 武儀町

## 歴史
- 明治時代の初期に明治の大合併による村落の大型合併があった。この地域にあった以下の村落の（岩山崎村、祖父川村、大洞村、粟野村、町村、武儀倉村、雁曽礼村、宮脇村、川合村、船山村、明ケ島村、行合村、鳥屋市村）など多数の村落が合併し、上之保村となる。旧・岩山崎村、祖父川村、大洞村、粟野村、町村、武儀倉村、雁曽礼村を「下村」、旧・宮脇村、川合村、船山村、明ケ島村、行合村、鳥屋市村を「上村」と称し、上村と下村を合わせて上之保村としていたという。
- 1874年（明治7年） - 上之保村（下村）と水成山村が合併し、富之保村となる。上之保村は上之保村（上村）のみとなる。
- 1889年（明治22年）7月1日 - 町村制施行により上之保村が成立
- 2005年（平成17年）2月7日 - 板取村・上之保村・洞戸村・武儀町・武芸川町が関市に編入される

## 姉妹・友好都市
- 音威子府村（北海道）
- クレストン町（カナダ）

## 行政
- 最後の村長：波多野保

## 教育
- 上之保中学校
- 上之保小学校

### 2005年以前に廃校となった学校
- 上之保村立上之保中学校鳥屋市分校（1969年廃校）
- 上之保村立船山小学校（1967年廃校）
- 上之保村立明ヶ島小学校（1967年上之保小明ヶ島分校となり、1968年廃校）
- 上之保村立鳥屋市小学校（1983年廃校）
- 上之保村立行合小学校（1983年廃校）
- 上之保村立上之保東小学校（2003年廃校）

## 交通

### 鉄道
村内に鉄道路線なし。鉄道を利用する場合の最寄り駅は、長良川鉄道越美南線関駅。

### 道路
主要地方道
- 岐阜県道63号美濃加茂和良線
- 岐阜県道85号金山上之保線

一般県道
- 岐阜県道294号上之保下袋坂線

農道
- 美濃東部広域農道

## 名所・旧跡・観光スポット・祭事・催事

### 名所・旧跡・観光スポット
- 鳥屋市の不動堂
- 三十三観音塔
- 船山の冷泉
- 大乗滝